# ダブり
| ウィキペディアには「ダブり」という見出しの百科事典記事はありません（タイトルに「ダブり」を含むページの一覧/「ダブり」で始まるページの一覧）。 代わりにウィクショナリーのページ「ダブる」が役に立つかもしれません。 |